# Куп Србије у рагбију 2007.
Куп Србије у рагбију 2007. је било 1. издање Купа Србије у рагбију. 
Трофеј је освојио Дорћол.
| Освајач купа Србије у рагбију 2007. |
| ----------------------------------- |
| Дорћол 3. трофеј                    |